# Ботош (Румунія)
Ботош (рум. Botoș) — село у повіті Сучава в Румунії. Входить до складу комуни Чокенешть.
Село розташоване на відстані 349 км на північ від Бухареста, 79 км на захід від Сучави, 147 км на північний схід від Клуж-Напоки.

## Населення
За даними перепису населення 2002 року у селі проживали 409 осіб, з них 405 осіб (99,0%) румунів. Усі жителі села рідною мовою назвали румунську.